# Goriška straža
Goriška straža je bil pokrajinski list slovenske manjšine v goriški pokrajini.
Časopis je izhajal v letih 1918−1928 v Gorici. Kot tednik je začel izhajati še pred razpadom Avstro-Ogrske. Leta 1918 je izšlo 10 številk, potem je zaradi italijanske okupacije začasno prenehal izhajati. Goriško stražo je začela izdajati goriška podružnica Slovenske ljudske stranke, da bi pripomogla k vključitvi Goriške v Državo Slovencev, Hrvatov in Srbov. List je bilo tudi glasilo goriškega odseka narodnega sveta, ki je 1. novembra 1918 razglasil, da prevzema oblast v imenu Države SHS nad Gorico in slovenskim delom goriške pokrajine.
Časopis je začel ponovno izhajati oktobra 1919 in v novih razmerah zagovarjal ideje krščanskega socializma, ki je idejno izhajalo iz krščanskega socialnega gibanja, katerega je na Slovenskem začel Janez Evangelist Krek, kasneje pa je bilo pod vplivom Virgila Ščeka, Josipa Bitežnika in Engelberta Besednjaka. Od leta 1922 je list urejal France Bevk, od 1924 pa je bil med drugimi odgovorni urednik med drugimi tudi Leopold Kemperle. Od leta 1923 je list izhajal dvakrat tedensko. Objavljal je predvsem novice, tudi narodnoobrambne, polemične in ideološke članke ter domoznansko gradivo. Oktobra 1923 je videmski prefekt zahteval, da izhaja deloma tudi v italijanščini; uredbo pa so kmalu odpravili. Ko so fašistične oblasti proti urednikom začele kazenske postopke in po zaplembah novembra 1928 je list nehal izhajati.